# Charles Schuchert Award
Der Charles Schuchert Award der Paleontological Society wird an eine Person unter 40 Jahren für herausragende Leistungen in Paläontologie vergeben. Er ist nach Charles Schuchert benannt.

## Preisträger
- 1973 David M. Raup
- 1974 J. William Schopf
- 1975 Stephen Jay Gould
- 1976 Thomas J. M. Schopf
- 1977 Steven M. Stanley
- 1978 Robert Lynn Carroll
- 1979 Niles Eldredge
- 1980 James Doyle
- 1981 Philip D. Gingerich
- 1982 James Sprinkle
- 1983 Jack Sepkoski
- 1984 Daniel C. Fisher
- 1985 Jennifer A. Kitchell
- 1986 John A. Barron
- 1987 Andrew Knoll
- 1988 David Jablonski
- 1989 Simon Conway Morris
- 1990 William I. Ausich, Carlton E. Brett
- 1991 Donald Prothero
- 1992 Stephen J. Culver
- 1993 Peter Crane
- 1994 Christopher G. Maples
- 1995 Susan M. Kidwell
- 1996 Douglas Erwin
- 1997 Mary L. Droser
- 1998 Paul L. Koch
- 1999 Charles Marshall
- 2000 Michael Foote
- 2001 Loren E. Babcock
- 2002 Bruce S. Lieberman
- 2003 Steven M. Holland
- 2004 Peter J. Wagner
- 2005 Michal Kowalewski
- 2006 Shuhai Xiao
- 2007 John Alroy
- 2008 Michael S. Engel
- 2009 Tom Olszewski
- 2010 Philip Donoghue
- 2011 C. Kevin Boyce
- 2012 Gene Hunt
- 2013 Bridget Wade
- 2014 Shanan Peters
- 2015 Jonathan Payne
- 2016 Alycia Stigall
- 2017 Caroline Strömberg
- 2018 Seth Finnegan
- 2019 Jingmai O’Connor
- 2020 Lee Hsiang Liow
- 2021 Melanie Hopkins
- 2022 Matt Friedman
- 2023 Eric Sperling
- 2024 Erin Saupe[1]